# Дреновиця (кряж)
Дреновиця — напівгористий хребет у Північно-західній Болгарії, Західних Передбалкан, областей Враца і Плевен. По його північно-східному передгір'ю проходить умовний кордон між Передбалканською і Дунайською рівниною.
Горбистий кряж Дреновиця піднімається у зовнішній структурній смузі Західних Передбалкан і знаходиться в межиріччі річок Скат і Іскир. Він простягається на північний захід-південний схід уздовж 21-22 км, між річкою Скат поблизу села Нивянин і рікою Іскир біля села Реселец. На південному сході ширина досягає 7-8 км, а на північному заході — всього 2-3 км. Його північно-східні схили, звернені до Дунайської рівнини, круті, а південно-західні схили пронизані карстовими формами — пропастями, гротами та печерами. На північний захід, в районі села Буковець з'єднується з його паралельним хребтом Венеца, а на півдні — з Каменопольським плато. Найвища висота — вершина Челковиця (364 м), розташована в південній частині, в 2,6 км на захід від села Бресте. Ліва притока Іскиру Габарська річка прорізає кряж поблизу села Габаре і ділить його на дві частини — нижню північно — західну та південно — східну вищу. Його північні схили дають початок правим малими і коротким притокам р. Скат, решта хребта — лівим притокам Іскиру, у тому числі Габарській річці. В основному південно-східні вищі частини Дреновиці заростають дубовими, вишневими, липовими і грабовими лісами.
На північному заході хребта в громаді Бяла Слатіна є села Буковець, Габаре і Тлачене і на південному сході, в громаді Червен-Бряг — села Бресте, Горник, Реселець і Сухаче.
У середній частині, через ущелину Габарської річки, поблизу села Габаре, Дреновицю перетинає з півночі на південь дорога третього класу № 134 Державної автомобільної мережі Біла Слатина — Габаре — Горна Бешовиця — Мездра.

## Топографічна карта
- Аркуш карти K-34-24. Масштаб: 1 : 100 000. (рос.) Зазначити дату випуску/стану місцевості.
- Аркуш карти K-34-36. Масштаб: 1 : 100 000. (рос.) Зазначити дату випуску/стану місцевості.